# Соколиця
Соко́лиця (болг. Соколица) — село в Пловдивській області Болгарії. Входить до складу общини Карлово.

## Населення
За даними перепису населення 2011 року у селі проживали 637 осіб.
Національний склад населення села:
| Національність   | Кількість осіб | Відсоток |
| ---------------- | -------------- | -------- |
| болгари          | 440            | 70,3%    |
| цигани           | 180            | 28,8%    |
| інша             | 3              | 0,5%     |
| Всього відповіли | 626            |          |

Розподіл населення за віком у 2011 році:
Динаміка населення: